# Pygope
Pygope Link, 1830 è un genere di Brachiopoda estinti appartenenti alla famiglia Pygopidae. Si rinvengono nei depositi marini del Giurassico superiore e Cretaceo inferiore (in un periodo compreso tra i 163 e i 97 milioni di anni fa).
La conchiglia è molto caratteristica e la sua forma ne facilita il riconoscimento. Il sottile guscio bivalve è biconvesso a contorno trigonale e arrotondato, con espansioni alari laterali che, durante la crescita, si saldano anteriormente lungo una linea mediana formando una depressione ellittica o, talora, una perforazione centrale. La valva peduncolare (ventrale) presenta un piccolo umbone piuttosto sporgente e recante un foramen circolare, da cui fuoriusciva il peduncolo. L'aspetto esterno delle valve è liscio e privo di ornamentazione mentre, all'interno, sono spesso ben visibili le impronte dei canali del mantello con numerose biforcazioni. Questi organismi colonizzavano fondali marini a profondità variabili (fino alla zona di transizione tra piattaforma continentale e bacino), in ambienti ad abbondante sedimentazione calcarea.